# 조류 인플루엔자

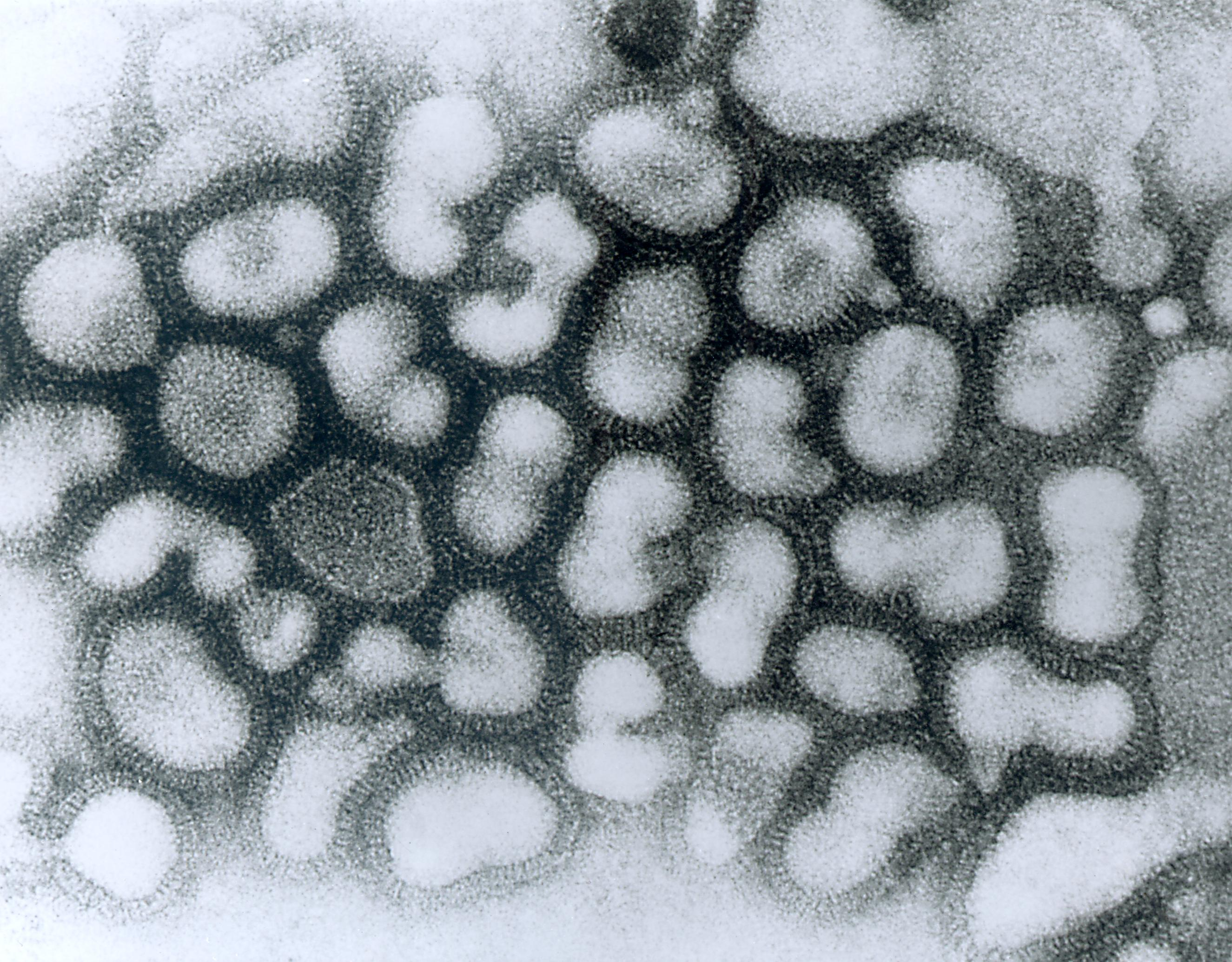
조류 인플루엔자를 일으키는 인플루엔자바이러스 A형.

조류인플루엔자(鳥類-, 영어: avian influenza, avian flu, bird flu, highly pathogenic avian influenza, HPAI) 또는 조류 독감(鳥類毒感, bird flu)은 조류가 걸리는 전염성 호흡기 질병이다. 현재까지 알려진 모든 조류인플루엔자는 하나의 종(種)인 'A형 인플루엔자'에 속한다. 한국에서는 이를 흔히 AI라고 표기하고 있지만, 영미권에서 AI는 주로 '인공지능'을 의미하기에 조류 인플루엔자의 의미로 줄여 쓸 때는 HPAI로 언급하는 경향이 있다.
인플루엔자는 고양잇과 동물 등 종을 넘어 적응할 수 있다. 특히 사람이 감염될 수 있기에 문제가 된다. 특히 H5N1이나 H7N9처럼 사람에 감염되는 경우, 제조 과정에서 달걀을 이용하는 백신 제조법 특성상 백신을 만들기 어렵다. 
H5N1의 경우, 1959년 스코틀랜드의 닭에서 균주가 처음 발견됐다. 이 균주는 본래 가금류에 가벼운 질병을 일으키던 수준이었다. 그러나 현대의 집약형 축산에 적응하면서, 1990년대 중반 돌연변이가 생겼다. 그 결과 독성이 무척 강해지면서, 이 인플루엔자에 감염된 닭은 48시간 내 모두 폐사할 지경에 이르렀다. 1900년대 초 이탈리아에서 처음 보고되었고, 1997년에는 홍콩에서 최초로 인간 감염이 확인됐다. 세계보건기구(WHO)에 따르면, 2003년부터 2024년 말까지 전 세계 23개국에서 896명이 감염되어 463명이 숨졌다. 사망률이 50%를 넘는다.
2013년 상하이에서 발견된 두 번째 균주 H7N9는 아직 중국에 국한되지만 2018년까지 1532명을 감염시켜 581명이 사망했다.
미국에서는 케이지식 닭장, 사육장 환기 불량, 가축 분뇨의 위생적 처리 등에 농장의 사육 방식의 문제를 감염 원인으로 보기에 정부 차원의 살처분 제도는 존재하지 않는다. 농가들에게 감염을 예방하는 조치를 자율적으로 유도하려는 의도이다.

## 감염
병원체는 인플루엔자바이러스 A형에 의해 발병한다. 최근 일반적으로 발견되는 조류인플루엔자는 그 변형인 H5N1 바이러스에 의해서다. 이 바이러스는 저병원성과 고병원성으로 구분되는데, 고병원성의 경우 인체 감염이 가능하다.  
2013년 3월 4일 새로운 변형 H7N9 바이러스 감염자가 중국 상하이시 안후이성에서 사망했다. H7N9 바이러스가 사람에게 감염된 것은 이 사례가 세계 최초이다. 중국은 H7N9형 인체 감염 사례가 발행한 2013년 이후 매년 10월에서 다음해 4월까지 겨울 동안 지속해서 유행하고 있다. 치사율은 25% 전후로  알려져 있다. WHO는 고병원성 HPAI의 경우, 치사율을 34%대로 언급한 바 있다. 이에 비해 전세계적으로 계절성 독감의 사망율은 0.1%대이고, 신종플루의 경우, 1%대 이하로 알려져 있다. 
2020년대 이후, 조류인플루엔자 관련 상황은 더 불안해졌다. 미국에선 조류독감 바이러스에 감염된 젖소가 늘고 있고, 고양이, 집쥐, 너구리, 스컹크, 여우 등의 감염 사례도 계속 발견된다. 2024년엔 미국, 캐나다, 멕시코에서 인간 감염 사례도 나왔다. 조류인플루엔자 바이러스가 포유류에 완전히 적응해 인간을 침범할 준비를 끝낸 셈이다.
"모든 인플루엔자 연구자의 스승"이라고 불리는 로버트 웹스터는 말했다. "2009년 비교적 심하지 않은 H1N1 팬데믹이 발생했을 때도 전 세계 사망자는 거의 30만 명에 달했다. 냉정하게 현실을 돌아본다면 우리는 그때에 비해 조금 더 나아졌지만 인플루엔자 팬데믹을 막지는 못할 것이다. 전염병을 완전 통제하거나 기세를 어느 정도 꺾기 전에 수백만 명의 사망자가 나올 것이다."

## 증상

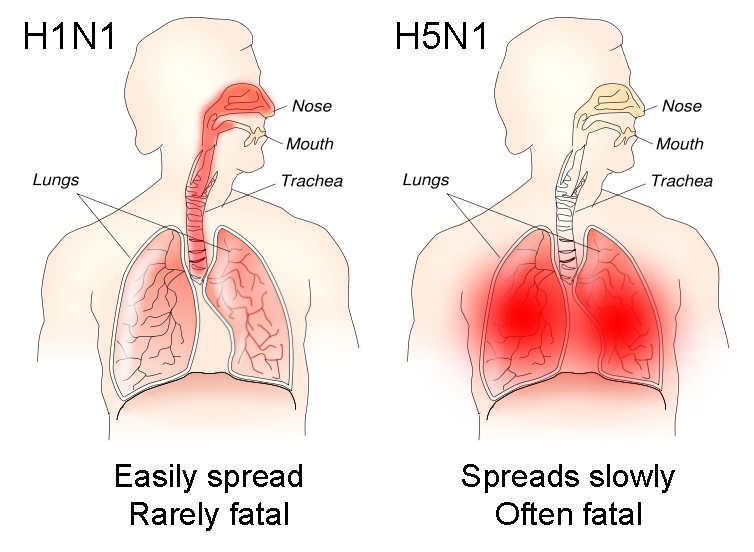
조류인플루엔자(H5N1)와 신종플루(H1N1)의 차이

독감과 비슷한 증세로, 다음과 같다.
- 38도 이상의 고열
- 기침
- 인후통
- 호흡곤란

## 각 국의 발생 현황

### 대한민국

#### 2003 ~ 2004년
2003년 12월 10일부터 2004년 3월 20일까지 102일간 10개 시군에서 109건이 발생하여 가금류 500만마리를 살처분하고, 살처분보상금 등 1,531억원의 예산이 투입되었다.

#### 2006 ~ 2007년
2006년 11월 22일부터 2007년 3월 6일까지 104일간 5개 시군에서 7건이 발생하여 가금류 280만마리를 살처분하고, 살처분보상금 등 582억원의 예산이 투입되었다.

#### 2008년
2008년 4월 1일부터 5월 12일까지 42일간 19개 시군에서 33건(닭 22건, 오리 11건)이 발생하여 가금류 1,000만마리를 살처분하고, 살처분보상금 등 3,070억원의 예산이 투입되었다.

#### 2011년
2011년 초반 충청남도 천안에 33일 사이에 두번 발생하였다.

#### 2014년
2014년 1월 16일 전라북도 고창의 한 종오리 농가에서 발생하였다. 1월 19일 부안에서도 고병원성 조류 인플루엔자(H5형 - H5N8)가 확인되었다. 이로 인해 전라북도와 광주광역시, 전라남도에 한해 일시 이동중지 명령이 1월 19일 0시부터 21일 0시까지 계속되었다. 또 고창의 한 저수지에서 죽은 채 발견된 가창오리떼도 조류인플루엔자에 걸린 것으로 확인되었다.

#### 2016년
H7형 - H7N7형과 H7N2형
2016년 대한민국 고병원성 조류 인플루엔자 확산,10월 28일 충남 천안에 소재한 산란장에서 처음 발병한 조류인플루엔자는 반년동안 끈질기게 버티며 막대한 피해를 남김

#### 2017년
H5형 - H5N6
2017년 대한민국 고병원성 조류 인플루엔자 확산 지속
여름철에도 특이하게 발생

### 중국
2007년
중국에서 H5N1 조류 독감의 17번째 인간 희생자가 나왔다. 이 24세의 남성은 병원에서 사망했는데 H5N1 바이러스에 감염됐다는 사실이 확인되었다.

#### 2013년
2013년 3월 H7N9 바이러스 감염자가 중국 상하이시 안후이성에서 사망하였다. 이후 상하이와 장쑤성 난징시에서도 지속적으로 환자가 발생되었다. H7N9 바이러스가 사람에게 발병한 것은 이번이 처음으로 백신이 없는 상태이다.
2020년
2020년 2월 중국 후난(湖南)성에서 치명적인 H5N1 조류인플루엔자가 발병했다. '농장에는 닭 7850마리가 있었는데 이 중 4500마리가 감염돼 죽었다"

## 같이 보기
- H5N1
- H5N8
- H7N9
- 중증 급성 호흡기 증후군
- 살처분
- 범유행
- 인플루엔자 팬데믹 (Influenza pandemic)
- 팬데믹 백신
- 돼지 인플루엔자 (SI)
- 코로나바이러스